# Kirysek malutki
Kirysek malutki (Corydoras habrosus) – gatunek słodkowodnej ryby sumokształtnej z rodziny kiryskowatych (Callichthyidae). Bywa hodowany w akwarium.

## Występowanie
Żyją w rzekach Ameryki Południowej. W stanie dzikim gromadzą się w wielkich ławicach. 

## Charakterystyka
Długość ciała dorosłego samca i samicy wynosi w warunkach akwarystycznych do 3 cm. Kształt ciała jest beczułkowaty. W ubarwieniu występuje wiele plamek o różnych odcieniach czerni, ułożonych w charakterystyczny deseń.
W hodowli są uznawane za gatunek trudny w utrzymaniu i wrażliwy na skład chemiczny wody. Należy im podawać pokarm opadający na dno. Nie powinny być trzymane z dużymi lub agresywnymi rybami. 
Kiryski malutkie pływają tuż nad dnem akwarium i nie przeszukują podłoża w poszukiwaniu pożywienia jak inne kiryski.